# Киран Тирни
Киран Тирни (енгл. Kieran Tierney; 5. јун 1997) професионални је шкотски фудбалер који игра на позицији левог бека. Тренутно наступа за Арсенал и репрезентацију Шкотске.
Још као дечак се придружио омладинској школи Селтика у којој је провео 10 година, да би потом дебитовао у првом тиму. Освојио је четири везане титуле првака Шкотске. Након непуних пет сезона у клубу је потписао уговор са Арсеналом.
За репрезентацију Шкотске дебитовао је 2019. године против Данске.

## Успеси
Селтик
- Премијершип: 2015/16, 2016/17, 2017/18, 2018/19.
- Куп Шкотске: 2016/17, 2017/18.
- Лига куп Шкотске: 2017/18, 2018/19.

Арсенал
- ФА куп: 2019/20.
- ФА Комјунити шилд: 2020, 2023.